# Thỏa Tông Hoa
Thỏa Tông Hoa (tiếng Trung: 庹宗華; bính âm: Tuǒ Zōnghuá; sinh ngày 10 tháng 10 năm 1962) là một diễn viên người Đài Loan. Ông giành Giải thưởng Chuông Vàng năm 2005 cho nam diễn viên xuất sắc nhất.

## Danh sách phim
- Osmanthus Alley (1987)
- A Home Too Far (1990)
- Zodiac Killers (1991)
- 18 (1993)
- The Day the Sun Turned Cold (1994)
- Siao Yu (1995)
- The Christ of Nanjing (1995)
- Wolves Cry Under the Moon (1997)
- July Rhapsody (2002)
- The Pawnshop No. 8 (2003)
- Khu vườn bí mật 2 (phiên bản Đài Loan) (2004)
- Lust, Caution (2007)
- Parking (2008)
- The Warrior and the Wolf (2009)
- Soul (2013)
- Bromance (2015)
- First of May (2015)
- Godspeed (2016)
- Plant Goddess (2018)
- Breast and House (2019)
- 49 Days (2019)
- We Are Champions (2019)